# نابخشوده (فیلم ۱۹۶۰)
نابخشوده (انگلیسی: The Unforgiven) یک فیلم سینمایی آمریکایی در ژانر رمانتیک، درام و وسترن به کارگردانی جان هیوستون است که در سال ۱۹۶۰ منتشر شد.

## بازیگران
- برت لنکستر
- آدری هپبورن
- آودی مورفی
- چارلز بیکفورد
- لیلین گیش
- جان ساکسون
- ژوزف وایزمن
- آلبر سلمی
- داگ مک‌کلور
- جون واکر